# Frank Engehausen
Frank Engehausen (* 31. Januar 1963 in Uelzen) ist ein deutscher Historiker.
1982 legte er sein Abitur in Mellendorf/Wedemark ab und studierte danach Mittlere und Neuere Geschichte und Englische Philologie an der Universität Heidelberg. 1989 legte er den Magister Artium ab, 1993 folgte die Promotion und 2002 die Habilitation. 2005 wurde er zum außerplanmäßigen Professor ernannt. 2007–2009 vertrat er den Lehrstuhl für Neuere und Neueste Geschichte an der Universität Karlsruhe. Von 2014 bis 2017 war er Koordinator des Forschungsprojekts „Geschichte der Landesministerien in Baden und Württemberg in der Zeit des Nationalsozialismus“. Seit 2017 arbeitet Engehausen als akademischer Mitarbeiter am Historischen Seminar der Universität Heidelberg. Hier ist er Leiter der Forschungsprojekte „Beamte nationalsozialistischer Reichsministerien. Rekrutierung – Karrieren – Nachkriegswege“ und „Reintegration, Schuldzuweisung und Entschädigung – Bewältigung und Nicht-Bewältigung der NS-Vergangenheit in den drei Vorgängerländern Baden-Württembergs 1945–1952“.
Er ist u. a. Mitglied der Kommission für geschichtliche Landeskunde in Baden-Württemberg und der Heidelberger Kommission für Straßenbenennungen.

## Schriften (Auswahl)
Monografien
- Von der Revolution zur Restauration. Die englischen Nonkonformisten 1653–1662 (= Heidelberger Forschungen. Heft 30). Heidelberg 1995 (zugl. Dissertation).
- Heinrich von Feder. Der politische Werdegang eines badischen Demokraten im 19. Jahrhundert (= Kleine Schriften des Stadtarchivs Mannheim. Nr. 7). Mannheim 1997.
- Kleine Geschichte des Großherzogtums Baden 1806–1918. 2. Auflage. Karlsruhe 2008 (Sonderauflage für die Landeszentrale für politische Bildung Baden-Württemberg, Karlsruhe 2006).
- Die Revolution von 1848/49 (= Seminarbuch Geschichte). Paderborn u. a. 2007.
- Die Josefine und Eduard von Portheim-Stiftung für Wissenschaft und Kunst 1919–1955. Heidelberger Mäzenatentum im Schatten des Dritten Reiches (= Buchreihe der Stadt Heidelberg. Band 12). Heidelberg u. a. 2008.
- Kleine Geschichte der Revolution 1848/49 in Baden. Karlsruhe 2010.
- Tatort Heidelberg. Alltagsgeschichten von Repression und Verfolgung 1933–1945. Campus, Frankfurt am Main 2022, ISBN 978-3-593-51522-9.
- Werkstatt der Demokratie. Die Frankfurter Nationalversammlung 1848/49. Campus, Frankfurt am Main 2023, ISBN 978-3-593-51651-6.

Herausgeberschaften
- mit Armin Kohnle: Gelehrte in der Revolution. Heidelberger Abgeordnete in der deutschen Nationalversammlung 1848/49. Georg Gottfried Gervinus – Robert von Mohl – Gustav Höfken – Karl Mittermaier – Karl Theodor Welcker – Karl Hagen – Christian Kapp. Ubstadt-Weiher 1998.
- mit Frieder Hepp: Auf dem Weg zur Paulskirche. Die Heidelberger Versammlung vom 5. März 1848. Begleitband zu der Ausstellung im Kurpfälzischen Museum der Stadt Heidelberg vom 5. März – 3. Mai 1998, Ubstadt-Weiher 1998.
- mit Armin Kohnle: Zwischen Wissenschaft und Politik. Studien zur deutschen Universitätsgeschichte. Festschrift für Eike Wolgast zum 65. Geburtstag. Stuttgart 2001.
- mit Armin Kohnle u. a.: … so geht hervor ein' neue Zeit. Die Kurpfalz im Übergang an Baden 1803, Heidelberg/Ubstadt-Weiher/Basel 2003.
- mit Susan Richter, Armin Schlechter (Bearb.): Georg Gottfried Gervinus 1805–1871. Gelehrter – Politiker – Publizist (= Archiv und Museum der Universität Heidelberg. Schriften. Band 9). Heidelberg u. a. 2005.
- mit Armin Schlechter und Jürgen Paul Schwindt: Friedrich Creuzer 1771–1858. Philologie und Mythologie im Zeitalter der Romantik (= Archiv und Museum der Universität Heidelberg. Schriften. Band 12). Heidelberg u. a. 2008.
- mit Ernst Otto Bräunche: 1933 – Karlsruhe und der Beginn des Dritten Reiches, Karlsruhe 2008.
- mit Werner Moritz: Die Jubiläen der Universität Heidelberg 1587–1986. Begleitband zur Ausstellung im Universitätsmuseum Heidelberg, 19. Oktober 2010 – 19. März 2011 (= Archiv und Museum der Universität Heidelberg. Schriften. Band 18). Heidelberg u. a. 2010.
- mit Wolfgang von Hippel: 200 Jahre Industrie- und Handelskammer Karlsruhe. Ubstadt-Weiher u. a. 2013.
- mit Katrin Hammerstein (Bearb.): Friedrich Karl Müller-Trefzer. Erinnerungen aus meinem Leben (1879–1949). Ein badischer Ministerialbeamter in Kaiserreich, Republik und Diktatur (= Veröffentlichungen der Kommission für geschichtliche Landeskunde in Baden-Württemberg. Reihe A: Quellen. Band 60). Stuttgart 2017.
- mit Reinhold Weber: Baden und Württemberg 1918/19. Kriegsende – Revolution – Demokratie (= Landeskundliche Reihe der Landeszentrale für politische Bildung Baden-Württemberg. Band 48). Stuttgart 2018.
- mit Marie Muschalek und Wolfgang Zimmermann: Deutsch-französische Besatzungsbeziehungen im 20. Jahrhundert (= Werkhefte der Staatlichen Archivverwaltung Baden-Württemberg. Serie A. Heft 27). Stuttgart 2018.
- mit Sylvia Paletschek und Wolfram Pyta: Die badischen und württembergischen Landesministerien in der Zeit des Nationalsozialismus (= Veröffentlichungen der Kommission für geschichtliche Landeskunde in Baden-Württemberg. Reihe B: Forschungen. Band 220). Stuttgart 2019.
- mit Ernst Otto Bräunche und Jürgen Schuhladen-Krämer: Aufbrüche und Krisen. Karlsruhe 1918–1933 (= Veröffentlichungen des Karlsruher Stadtarchivs. Band 35). Bretten 2020.